# Ален Нури
Ален Нури (фр. Alain Noury; Париз, 4. новембар 1945) је француски глумац који је наступао у југословенским и српским филмовима и серијама.

## Биографија
На филмском платну је дебитовао 1967. у филму „Le Grand Maulnes“. Српској публици је познат по наступима у филму „Врхови Зеленгоре“ (1976) режисера Здравка Велимировића, затим у филмовима „Опасни траг“ (1984), „Лепота порока“ (1988), „Искушавање ђавола“ (1991), те у серији „Бољи живот“.

## Филмографија
| Год.     | Назив                       | Улога                 |
| -------- | --------------------------- | --------------------- |
| 1960.-те |                             |                       |
| 1967.    | Луталица                    | Франц де Галаи        |
| 1970.-те |                             |                       |
| 1970.    | Жене                        | Џони                  |
| 1970.-те |                             |                       |
| 1970.    | Воли ме чудно               | Дино                  |
| 1970.-те |                             |                       |
| 1971.    | И Џими је отишао до дуге    | Мануел Аранда         |
| 1970.-те |                             |                       |
| 1972.    | Сузе крви                   | Ален                  |
| 1970.-те |                             |                       |
| 1975.    | Прича о О                   | Иван                  |
| 1970.-те |                             |                       |
| 1976.    | Врхови Зеленгоре            | Милан                 |
| 1980.-те |                             |                       |
| 1981.    | Сезона мира у Паризу        | Микеланђело           |
| 1984.    | Опасни траг                 | Господин Ропер        |
| 1986.    | Лепота порока               | страни нудиста        |
| 1986.    | Протестни албум             | сликар Игор           |
| 1987.    | Бољи живот                  | Ален Нури (1. циклус) |
| 1988.    | Роман о Лондону             | Андреј Окровски       |
| 1990.-те |                             |                       |
| 1990.    | Овде нема несретних туриста |                       |
| 1990.    | Последњи валцер у Сарајеву  |                       |
| 1991.    | Искушавање ђавола           | Микан, Мајкл          |